# Expo 2017

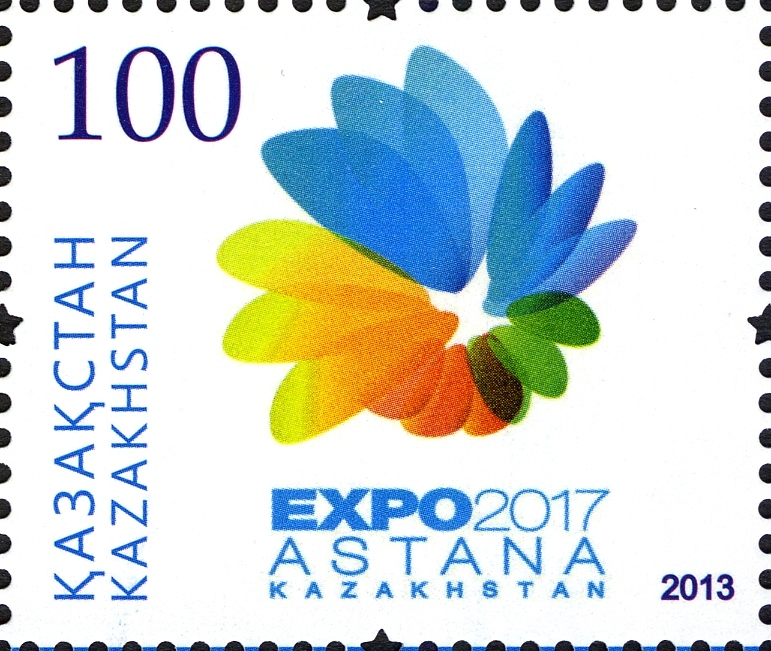
Briefmarke zur Expo (2013)

Die Weltausstellung Expo 2017 fand vom 10. Juni bis 10. September 2017 in der kasachischen Hauptstadt Astana statt. Sie ist vom Bureau International des Expositions (BIE), dem gemeinsamen internationalen Ausschuss zur Gestaltung und Ausschreibung von Weltausstellungen, als internationale Ausstellung anerkannt.
Es war das erste Mal, dass eine Weltausstellung in Kasachstan oder Zentralasien stattfand.

## Bietverfahren
Kasachstan erklärte seine Bereitschaft, die Expo 2017 in Astana auszurichten, auf der 147. Mitgliederversammlung des BIE am 1. Juli 2010 in Paris. Andere an einer Ausrichtung interessierte Länder hatten daraufhin sechs Monate Zeit, ebenfalls ihre Kandidatur zu erklären. Diese Möglichkeit nutzte nur Lüttich (Belgien). Die Entscheidung zugunsten von Astana traf das BIE am 22. November 2012 in Paris.

## Thema
Als Thema für die Expo 2017 wurde Future Energy: Action for Global Sustainability (Energie der Zukunft: Maßnahmen für weltweite Nachhaltigkeit) gewählt. Dabei soll die ausreichende und gesicherte Versorgung mit Energie in Entwicklungsländern genauso thematisiert werden wie der Übergang von fossilen zu erneuerbaren Energien. Beim Thema „Energie der Zukunft“ handele es sich um die „größte Herausforderung, der die Menschheit heute gegenübersteht“.

## Besucher
Das Organisationskomitee in Astana rechnete mit 5 Millionen Besuchern der Expo 2017. Die Planungen versprachen den Besuchern eine eindrucksvolle Fiktion der zukünftigen Lebensweise der Menschen auf der Erde, die in 5 Themenbereichen dargestellt wird. Dabei wurde das gesamte Expo-Gelände unter Nachhaltigkeitsgesichtspunkten konzipiert.
Die Ausstellung in Astana wurde von 3.977.545 Menschen besucht.

## Infrastruktur
Das Gelände der Expo 2017 liegt im südöstlichen Teil des seit 1998 neu entstandenen Regierungsviertels von Astana und hat eine Größe von 113 ha. Es befand sich verkehrsgünstig an der inneren Ringstraße.